# Protestantyzm w Malezji
Protestantyzm w Malezji – wyznawany jest przez 4,4% społeczeństwa, to jest ponad 1,2 miliona osób. Największe wyznania stanowią: metodyści, anglikanie, ewangelikalni, zielonoświątkowcy (206 tys.), adwentyści dnia siódmego, baptyści, kalwini i bracia plymuccy.

## Historia
Anglikanie przybyli w 1809 roku, a w 1816 rozpoczęli pierwszą szkołę anglojęzyczną. James Brooke zaprosił pierwszych misjonarzy SPG w 1848, a potem uzupełnił misjonarzami CMS z Anglii i Australii. Kładli duży nacisk na edukację w 59 szkołach podstawowych i 6 gimnazjach. Istnieją obecnie trzy diecezje misyjne w Malezji pod Arcybiskupstwem Canterbury.
Londyńskie Towarzystwo Misyjne wysłało swojego pierwszego misjonarza w 1814 roku. Ideą ich misji było założenie Koledżu Anglo-Chińskiego w celu szkolenia misjonarzy. Misjonarze mieli przedostać się do Chin, do których w tamtym czasie dla Europy był ograniczony dostęp. Misja została zakończona w 1843 roku kiedy Europejczycy dostali otwartą drogę do Chin. 
Pierwsi misjonarze prezbiteriańscy nie osiągnęli w misji wielu sukcesów. Główną przeszkodą dla wzrostu Kościoła było ograniczenie spowodowane ich działalnością na obszarach mniej zaludnionych na wschodnim wybrzeżu. Jednak od 1970 do 1990 roku podwoiła się liczba członkostwa.
Metodyści tworzą obecnie największy Kościół protestancki w kraju. Jako pierwszy przybył amerykański misjonarz w 1885 roku i prowadził działalność w Singapurze. Następnie przybywali pastorzy z Wielkiej Brytanii, Australii, z Chin, Indii i Cejlonu. Kościół Metodystyczny był silnie zaangażowany w edukację prowadząc 35 szkół podstawowych i 43 średnich. Większość z nich obecnie są pod nadzorem rządu. Metodyści działają również w placówkach medycznych, rolnictwie, przy rozwoju obszarów wiejskich i w domach kultury.
Kościół Ewangeliczny Borneo jest trzecią denominacją pod względem liczby wiernych. Został założony w 1963 roku i obecnie ma 1090 zborów w różnych grupach etnicznych. Misja Ewangeliczna Bornego z Australii zapoczątkowała ruch w 1928 roku.
W latach 90. XX wieku znaczący wzrost odnotowały niezależne kościoły ruchu charyzmatycznego.

## Statystyki

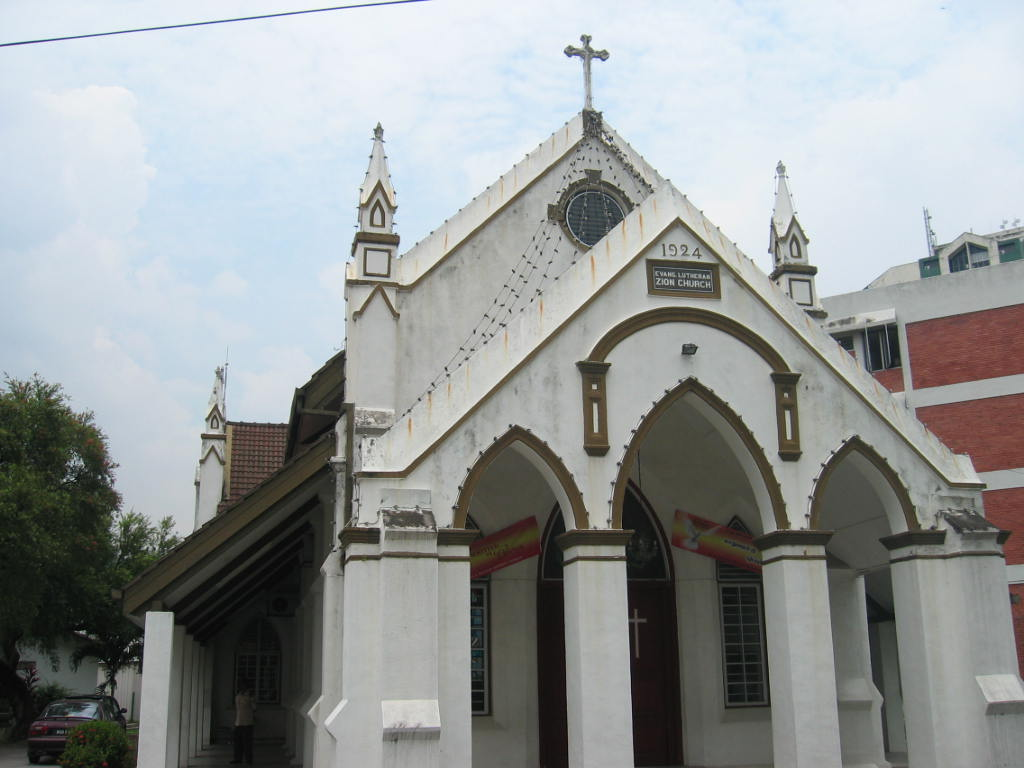
Kościół Luterański Syjonu w Kuala Lumpur założony w 1924 roku.

Największe kościoły w kraju, w 2010 roku, według książki Operation World: 
| Kościół                           | Liczba zborów/kościołów | Liczba wiernych | Procent ludności |
| Kościół Metodystyczny             | 382                     | 303 984         | 1,09%            |
| Kościół Anglikański               | 274                     | 250 000         | 0,9%             |
| Kościół Ewangeliczny Borneo       | 1090                    | 242 000         | 0,87%            |
| Niezależne Kościoły               | 601                     | 143 000         | 0,51%            |
| Kościół Adwentystów Dnia Siódmego | 343                     | 64 000          | 0,23%            |
| Kościół Chrześcijański Basel      | 179                     | 55 400          | 0,2%             |
| Zbory Boże                        | 325                     | 53 486          | 0,19%            |
| Konwencja Baptystyczna Malezji    | 184                     | 37 500          | 0,13%            |
| Kościół Protestancki z Sabah      | 302                     | 30 000          | 0,11%            |
| Zbory Pełnej Ewangelii            | 62                      | 25 000          | 0,09%            |
| Kościół Prezbiteriański           | 100                     | 14 500          | 0,05%            |
| Bracia plymuccy                   | 150                     | 13 500          | 0,05%            |
| Kościoły CNEC                     | 102                     | 11 500          | 0,04%            |
| Prawdziwy Kościół Jezusa          | 36                      | 11 448          | 0,04%            |
| Kościół Poczwórnej Ewangelii      | 39                      | 1775            | 0,006%           |
| Wolny Kościół Metodystyczny       | 6                       | 300             | 0,001%           |